# ماری‌جوآنا در مراکش

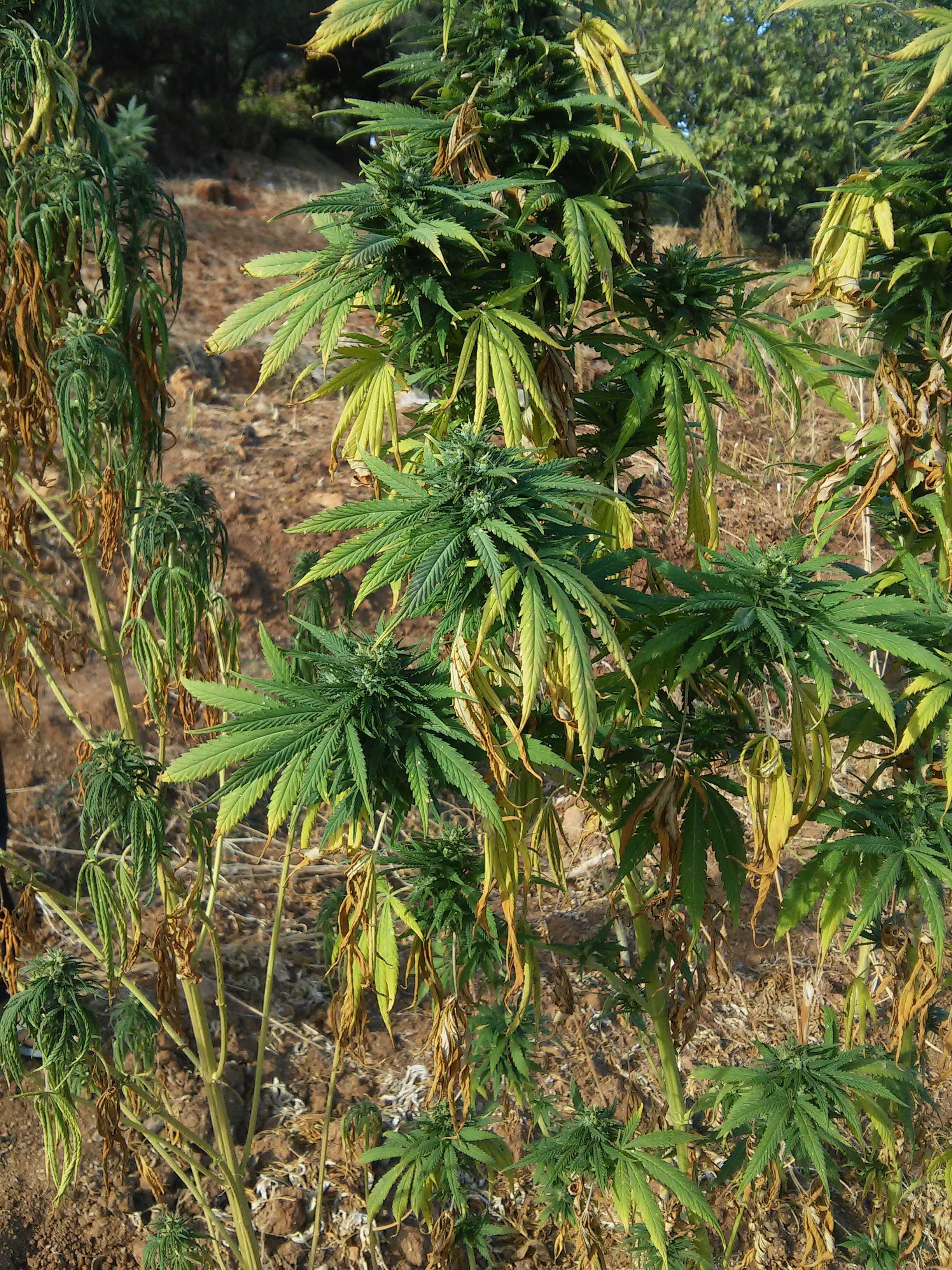
گیاه ماری‌جوآنا در فز

ماری‌جوآنا یا علف یا گل یا گراس در مراکش از زمان استقلال این کشور در سال ۱۹۵۶ غیرقانونی بوده و مجدداً با ممنوعیت کامل مواد مخدر در سال ۱۹۷۴ تأیید شد، اما تا حدودی در این کشور مدارا می‌کنند. ماری‌جوآنا قرنهاست که در مراکش کشت می‌شود و این کشور هم‌اکنون جزو تولیدکنندگان برتر حشیش در جهان است. از سال ۲۰۱۶، مراکش بزرگترین تأمین کننده مواد غذایی حشیش در جهان است.
هرچند دوره خاص معرفی اصلی علف در مراکش نامشخص است، اما مشخص است که در زمان فتوحات عربی مغرب، از قرن هفتم تا پانزدهم، به این منطقه رسیده‌است. از قرن شانزدهم در سراسر کشور در مقیاس اندک برای مصارف محلی، در باغ‌ها و باغ‌ها پرورش داده شد، اما فقط در قرن 18th بود که منطقه ریف در شمال دور تبدیل به یک مرکز تولید برجسته شد، همان‌طور که اکنون در آن شناخته شده‌است. دوران مدرن. در سال ۱۸۹۰، سلطان حسن اول مقررات سختگیرانه ای را در مورد کشت و تجارت وضع کرد، اما همچنین به چندین قبیله ریف امتیازات واضح تولید حشیش اعطا کرد. در دهه ۱۹۵۰، در پاسخ به تنش‌ها در منطقه استراحت، حقوق قبایل ریف برای کشت حشیش دوباره تأیید شد. در سال ۱۹۵۶، با استقلال جدید مراکش، پادشاه محمد پنجم شاهدانه کنسرو در سراسر کشور ممنوع شد.
در دهه ۱۹۶۰ و ۱۹۷۰، هجوم گردشگران جوان غربی تأثیر عمیقی بر حشیش مراکش داشت. پیش از این، شاهدانه در مقادیر کمی تولید می‌شد، و به عنوان دزد دریایی، گلهای ماده (بدون آلودگی) با تنباکو سیاه مخلوط می‌شدند. در پاسخ به تقاضای گسترده گردشگران و قاچاقچیان، تولیدکنندگان مراکشی تکنیک‌هایی در مقیاس بزرگتر را برای جایگزین کردن صنایع دستی اتخاذ کردند. در حالی که افسانه‌های رقابتی در مورد چگونگی اولین بار تولید حشیش به مراکش وجود دارد، اعتقاد بر این است که به‌طور گسترده‌ای در دوره اوج نفوذ توریستی غربی رخ داده‌است.

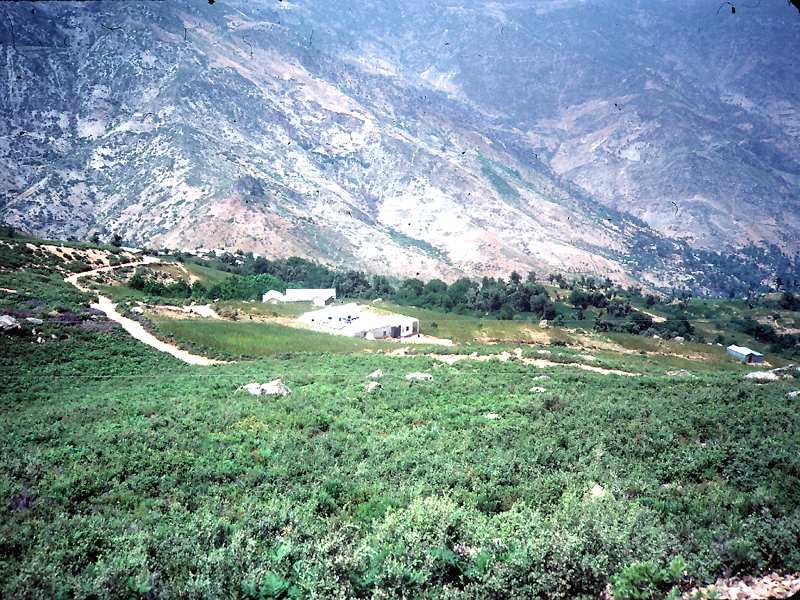
مزارع ماری‌جوآنا در ریف، ۱۹۸۳

مراکش بخش قابل توجهی از حشیش جهان را تولید می‌کند. قبل از مطالعه سال ۲۰۱۲، افغانستان به عنوان تولیدکننده برتر، بهترین تولید برای دوره ۲۰۰۲–۲۰۱۰ بود. تولید سال ۲۰۱۰ مراکش ۷۶۰ تن رزین شاهدانه بود. در سال ۲۰۰۳، ۷۰٪ از حشیش مصرفی اروپا در مراکش تولید شد.
در تولید سنتی، ساقه‌های شاهدانه در پاییز از مزرعه بریده می‌شوند و در داخل خانه‌ها نگهداری می‌شوند تا به مدت یک ماه خشک شوند. پس از آن کشت کنندگان ساقه‌های خشک شده را روی پارچه ریز و دراز کشیده شده در حوضچه فلزی قرار داده و ساقه‌ها را مورد ضرب و شتم قرار می‌دهند و باعث می‌شود تریکوم‌های THC-لود شده برای جمع‌آوری در حوضه قرار گیرند. اولین کیف مورد ضرب و شتم از ساقه‌ها از بهترین کیفیت برخوردار است و ساقه‌ها را می‌توان بار دیگر و بار دوم کتک زد، با این حال، به‌طور مداوم محصولی با کیفیت پایین تولید می‌کند. بعضی از تریکوها به صورت بسته‌بندی شده بسته‌بندی می‌شوند، یا می‌توانند به‌طور مکرر فشرده و گرم شوند تا صفحات متراکم حشیش تشکیل شود. صفحات حشیش غالباً با یک نشان امضا مشخص می‌شوند که نشان دهنده تولیدکننده آن است، مانند یک طرح انتزاعی، شماره یا تقلید از یک آرم تجاری. این نمادها هیچ گونه استاندارد یا سازگاری فصلی به فصلی ندارند، اما در کوتاه مدت برای مشخص کردن بازده فعلی یک تولیدکننده خاص خدمت می‌کنند.

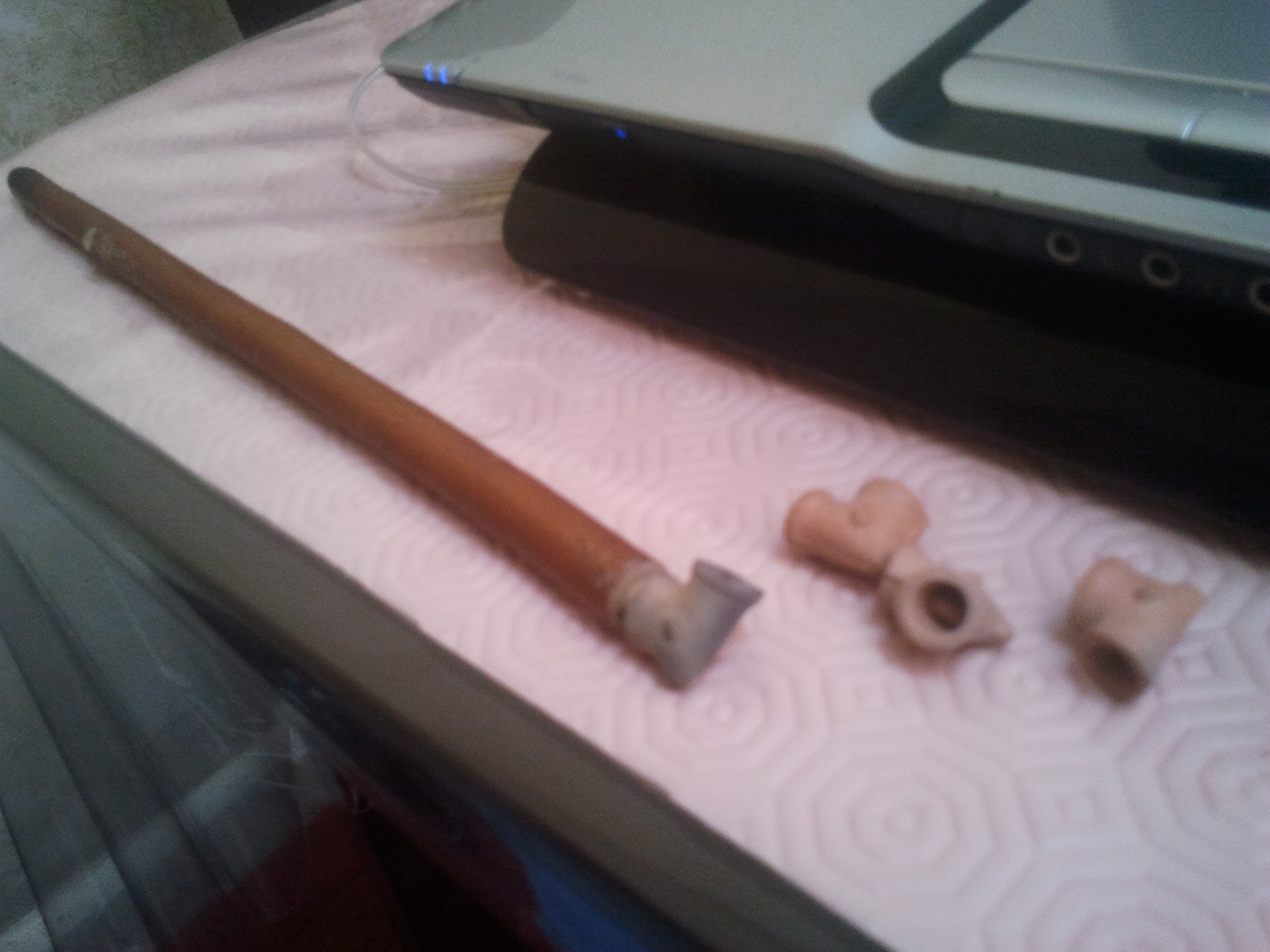
پایپ یا چپق

با توجه به مصرف روزافزون مصرف مواد حشیش در سراسر جهان، شهروندان مراکشی از امکان تولید این دارو در منطقه کوهستانی ریف و همچنین علاقه به حشیش از گردشگران سرمایه‌گذاری کرده‌اند. این منطقه به خودی خود محصولات زیادی به غیر از، نام مراکشی حشیش تولید نمی‌کند و فضای کافی برای تورهای منطقه ایجاد می‌کند. شهرهای چف چوان و کتاما در دهه‌های گذشته به قطب گردشگری شاهدانه تبدیل شده‌اند.
گردشگری شاهدانه رشد یافته و به یک منبع مهم و غالب ثروت برای تولیدکنندگان، دلالان و راهنمایان تورهای غیررسمی تبدیل شده‌است. تورها به‌طور رسمی تبلیغ نمی‌شوند و بیشتر از طریق دهان به دهان اتفاق می‌افتند. پرس هش، تورها، مصرف مواد مخدر و فروش هنوز غیرقانونی است، اما به‌طور غیررسمی، ترکیب این خدمات منطقه آفریقای شمالی را به یکی از بزرگترین صادرکنندگان حشیش محصولات نقدی تبدیل کرده‌است. این محصول نقدی برای بیش از ۹۰٬۰۰۰ خانوار درآمد و اطمینان قابل توجهی فراهم کرده‌است.
از آنجایی که مقامات حقوق مراکش بحث و گفتگو دربارهٔ قانونی بودن تولید حشیش برای مصارف عمومی را ادامه می‌دهند، تولید کمتری جرم و جنایت پیدا کرده‌است. دولت مراکش با تأیید این که هیچ محصول دیگری در منطقه کوهستانی رشد نمی‌کند، غیر از حشیش، مجبور شده‌است تا کشاورزان اجازه دهد تا مشاغل تولید کوچک خود را ادامه دهند. تولید حشیش برای صادرات اروپا و بازدید از توریست‌ها شکل و شغل مداوم از درآمد و درآمد کشاورزان منطقه ریف را فراهم می‌کند. هزینه‌های توزیع و قیمت گذاری بسته به موقعیت مکانی و نزدیکی به شهرهای بزرگ متفاوت است. هرچه سایت تولید بیشتر از شهرها باشد، توزیع کنندگان کمتری مورد نیاز است، بنابراین همه بودجه از فروش به خود تولیدکنندگان اختصاص می‌یابد. افزایش تقاضای حشیش نیز امکان دستیابی به تجارت مواد مخدر را تا حد زیادی برای موفقیت در تجارت در بنادر و مرزهای مراکش افزایش داده‌است.
در حالی که پذیرش تولید شاهدانه رو به رشد است، تورم قیمت‌ها و کاهش ارزش محصولات زراعی کشاورزان نیز افزایش می‌یابد. مالیات‌ها تهدیدی برای امنیت درآمدی هستند که تولیدکنندگان به عنوان معدود وسیله اقتصادی خود به آنها اعتماد می‌کنند.
پیش از بین‌المللی شدن تجارت حشیش، کیف مراکش به صورت محلی مصرف می‌شد، در یک لوله سبزی طولانی دود می‌شد یا در مواد غذایی مخلوط می‌شد و گاهی در آیین‌های مذهبی صوفیان نیز مورد استفاده قرار می‌گرفت. ماجون همچنین یک غذای محبوب سنتی است، آب نبات یا مربایی ساخته شده از حشیش با ترکیبی از عسل و ادویه جات ترشی جات که برای مصرف احساساتی شبیه به سیگار کشیدن حشیش مصرف می‌شود.
حشیش به دنبال استقلال در مراکش ممنوع شد، اما تحمل سنتی برای تولید آن در منطقه ریف، به علاوه این شناخت که حشیش سهم بزرگی از اقتصاد ملی را تشکیل می‌دهد، به بحث و گفتگو به نفع قانونی کردن حشیش منجر شده‌است. در سال ۲۰۰۹، فؤاد علی الهیما به دلیل پیشنهاد وی برای تجدید مارک کردن حشیش به عنوان یک داروی گیاهی سنتی مراکشی و نه داروی خطرناک، از حمایت چند حزبی در میان سیاستمداران مراکشی دریافت کرد و خواستار بحث ملی و کاهش تعقیب کشاورزان شد. در سال ۲۰۱۴، حزب اصالت و مدرنیته پیش نویس قانونی را پیشنهاد کرد که مصرف حشیش تفریحی را غیرقانونی نگه می‌دارد، اما مجوزها را تنظیم و تنظیم می‌کند و تولید آنها را به مجوز محصولات دارویی و حشیش دارویی صنعتی هدایت می‌کند. در حالی که مذاکرات برای قانونی کردن حشیش در مراکش برای ده‌ها سال است که تابو بوده‌است، یافتن بحث و پشتیبانی از موضوع از اواخر رایج شده‌است.